# جی دیتا
نرم‌افزار جی دیتا یک مجموعه ضد تروجان از راهکارهای شرکت نرم‌افزاری جی دیتا می‌باشد. این شرکت در بوخوم یکی از شهرهای آلمان در سال ۱۹۸۵ با شرکت‌های فرعی در آمریکای شمالی در حال حاضر در آتلانتا، جورجیا، ایالات متحده آمریکا واقع آن‌ها هستند تأسیس شد. آن‌ها از شناخته شده‌ترین سازندگان آنتی‌ویروس در جهان هستند. جی دیتا از توانایی بالایی در آرشیو کردن با تشخیص دادن با درجات بالا از دیگر محصولات می‌باشد که با موتورهای اسکن چندگانه یکی از توسعه دهنده‌ها در این مورد می‌باشد که نمونه دیگری از این ویژگی را آنتی‌ویروس بیت دیفندر داراست. جی دیتا شامل چندین محصول امنیتی می‌باشد که هدف آن‌ها محصولات خانگی و کسب و کارهای کوچک و بزرگ می‌باشد.
جی دیتا با شرکت‌های آنتی‌ویروس سازی بزرگی همچون نود ۳۲، اف سکیور، کسپرسکی، مک آفی، پاندا سکوریتی، سوفوس و سیمنتک و … رقابت می‌کند.

## ویژگی‌ها
برخی از ویژگی‌های راهکارهای جی دیتا که پشتیبانی می‌کند به صورت زیر هستند:
- گشت و گذار امن
- خرید امن
- حفاظت از ارسال ایمیل و چت ایمن
- حفاظت در مقابل نرم‌افزارهای جاسوسی
- حفاظت از اطلاعات بانکی آنلاین
- بلاک کردن اسپم
- حفاظت در مقابل نرم‌افزارهای هک کننده
- کنترل فرزندان توسط والدین
- پشتیبان‌گیری از اطلاعات
- ریکاوری اطلاعات
- بالابردن کارایی و امنیت
- محافظت از اطلاعات
- کنترل دستگاه
- حفاظت از ارسال ایمیل و چت ایمن
- حفاظت از بانک

## نسخه‌ها
محصولات خانگی
- G Data AntiVirus[۱][۲]
- G Data Internet Security[۳]
- G Data Total Security[۴]
- G Data AntiVirus for Mac[۵]

محصولات تجاری
- AntiVirus Business
- AntiVirus Enterprise
- ClientSecurity Business
- ClientSecurity Enterprise
- EndpointProtection Business
- EndpointProtection Enterprise
- MailSecurity
- PatchManagement
- VPN

## جایزه‌ها و تست‌ها
مسابقات AV
- جایزه طلا برای بالاترین قدرت تشخیص از محصولات تست شده با درصد ۹۹٫۷[۶]
- جایزه طلا برای بالاترین محافظت و تشخیص برای تروجان‌های جدید و ناشناخته با درصد 61[۷]
- IPACSO Innovation Framework for ICT-Security
- برنده جایزه به عنوان شرکت خلاق در زمینه سایبر سکوریتی[۸]